# Шенбрунн (Баден)
Шенбрунн (нім. Schönbrunn) — громада в Німеччині, знаходиться в землі Баден-Вюртемберг. Підпорядковується адміністративному округу Карлсруе. Входить до складу району Рейн-Неккар.
Площа — 34,48 км2. Населення становить 2870 ос. (станом на 31 грудня 2020).